# Асьют (мухафаза)
Асью́т (араб. أسيوط‎) — мухафаза в Арабской Республике Египет. Административный центр — город Асьют. Расположена в центре страны, в долине Нила, к западу от мухафазы Красное Море, к востоку от мухафазы Вади-эль-Гедид, к югу от мухафазы Эль-Минья и к северу от мухафазы Сохаг.

## Название
Название мухафазы и собственно города Асьюта происходит от древнеегипетского слова «са-уат», что означает страж, то есть страж границ Верхнего Египта. В дальнейшем название было арабизировано. Римляне называли Асьют Ликополис, то есть город шакала.

## Население
Население мухафазы составляет около 3,5 млн человек (мужчины 51,21 %; женщины 48,79 %). Ежегодный прирост населения 2,6 %.

## Административное деление
Мухафаза состоит из 11 административных центров (районов), 11 городов, 2 отдельных городских округов и 52 сельских местных общин, к которым относятся 235 деревень и 971 мелких поселений. Центры и города мухафазы:
- Дейрут
- Эль-Кусия
- Абнуб
- Манфалут
- Асьют
- Абу-Тиг
- Эль-Ганайим
- Сахиль-Салим
- Эль-Бадари
- Судфа
- Эль-Фатх

## Туризм
В мухафазе развит туризм. Здесь имеются древнеегипетские, мусульманские и коптские памятники искусства.